# Zarandzs
Zarandzs, Zaranj vagy Zarang (perzsa / pashto / balochi nyelven: زرنج) város délnyugat Afganisztánban, az iráni határ közelében,  2015. évi népszámláláskor 160 902 lakossal. Ez Nimruz tartomány fővárosa, és autópályával van összekötve Lashkar Gah-al keletre, Farah-al északra és az iráni Zabol városával nyugatra. Zarandzs Afganisztán és Irán közötti jelentős határátkelőhely, amely jelentős szerepet játszik Közép-Ázsia, Dél-Ázsia és a Közel-Kelet közötti kereskedelmi útvonalon.
Zarandzs kereskedési és tranzitközpont a nyugat-afganisztáni határon és Irán határán. Zarandzsban 17 878 lakóház és 1 759 hektár mezőgazdasági földterület található.

## Történelem
Zarandzs története több mint 2500 éve nyúlik vissza. A modern Zarandzs egy ősi város nevét viseli, melynek neve görög nyelven Drangiana lett. Zarandzs más történelmi nevei közé tartozik többek között Zirra, Zarangia, Zarani is. A Zarandzs szó az ókori régi perzsa zaranka szóból származik.
A középkori Zarandzs Nād-i `Alī-ban található, 4,4 km-rel északra a mai modern várostól. Az arab geográfusok szerint a középkori Zarandzs előtt Szisztan fővárosa Ram Shahristanban (Abar shariyar) volt. Ram Shahristan-t a Helmand-folyóból származó csatorna vize látta el, de a gát átszakadt, a terület viz nélkül maradt, és a lakosság Zarandzsba költözött. 
A terület  652-ben muszlim uralom alá került. A hatodik században Zarandzsban Nesztorian keresztény közösséget jegyeztek fel, a nyolcadik század végére pedig Zarandzs Jacobite egyházmegye lett. A 9. században a Saffarid-dinasztia fővárosa lett, amelynek alapítója Ya'qub ibn al-Layth al-Saffar volt. 1003-ban Mahmud a Ghazni hódította meg.  Ezt követően Zarandzs 1029-1225 között Nasrid, 1236-1537 között Mihrabānid, Nīmrūz uralom alatt volt.
A 18. század elején a város az afgán Hotaki-dinasztia részévé vált, majd 1738-ban a Khorasánból való Nader Shah távolította el őket a hatalomból. 1747-től miután Ahmad Shah Durrani egyesítette a különböző törzseket és megszerezte Irán északkeleti területét a város a modern Afganisztán részévé vált. A modern afgán kormányok alatt a területet Farah-Chakansur tartományként ismerték 1968-ig, amikor elkülönítették Nimruz és Farah tartományait. Zarandzs városa Nimroz tartomány fővárosa lett.

## Nevezetességek
- Ya'qub ibn al-Layth al-Saffar, a Szaffárida-dinasztia alapítója itt született a városban.

## Fordítás
- Ez a szócikk részben vagy egészben  a   Zaranj című angol Wikipédia-szócikk fordításán alapul.  Az eredeti cikk szerkesztőit annak laptörténete sorolja fel. Ez a jelzés csupán a megfogalmazás eredetét és a szerzői jogokat jelzi, nem szolgál a cikkben szereplő információk forrásmegjelöléseként.